# South Mimms
South Mimms est une paroisse civile et un village du Hertfordshire, en Angleterre.